# 埴輪 踊る人々
埴輪 踊る人々（はにわ おどるひとびと）は、東京国立博物館が所蔵する、踊るような姿をした大小2体の人物形象埴輪。俗に踊る埴輪（おどるはにわ）とも呼ばれ、重要文化財等の指定はされていないが、強いデフォルメと独特の顔の表情が印象的で、一般に古墳時代の埴輪の中でもよく知られた存在である。しかし近年の考古学界では、踊る姿ではなく手綱を持ち馬を引く「馬飼（うまかい）」（馬子:まご・馬曳:うまひき）を表した像とする説が有力視されている。

## 概要

### 名称
東京国立博物館における正式な展示資料名は『埴輪 踊る人々』である。考古学者の後藤守一による最初の呼称は『踊る男女』だが（後述）、一般的には『踊る埴輪』がよく定着している。

### 来歴
この2体の埴輪は、1930年（昭和5年）3月21日に埼玉県大里郡小原村（江南町を経て現・熊谷市大字野原字宮脇）の野原古墳群にあった「野原古墳」から農地の開墾中に出土した。
発見時には遺失物法と同法に基づく「学術技芸若ハ考古ノ資料トナルヘキ埋蔵物ヲ発見シタルトキノ取扱方並埋蔵物ノ処分ニ関スル件」（明治32年10月26日内務省訓令第985号）に従って宮内省に通知された後、東京帝室博物館へ転送され、欠損部を石膏で補填する修理を受けると、同年10月16日から30日にかけて同博物館の表慶館にて開催された「埴輪特別展覧会」に出品され、初めて一般公開された。2年後の1932年（昭和7年）、東京帝室博物館が正式に購入し、1947年（昭和22年）の帝室博物館から国立博物館への改組を経て、引き続き東京国立博物館が所蔵している。
その後、「踊る埴輪」は経年によって本体に亀裂が入り、発掘直後に補填された石膏も劣化が進んだことから、2022年（令和4年）、東京国立博物館は創立150年記念事業「踊る埴輪&見返り美人修理プロジェクト」を発表、4月1日より2023年（令和5年）3月31日まで「踊る埴輪」および「見返り美人図」（菱川師宣作）の修理費用として目標額1000万円の寄附を募る事業を展開し、最終的に目標額を上回る15,396,445円を集めた。「踊る埴輪」は2022年秋より修理が開始され、解体、古い石膏の除去と新たな補填材の追加、亀裂の接合などを施された上で2024年（令和6年）秋以降に公開される予定である。

### 特徴

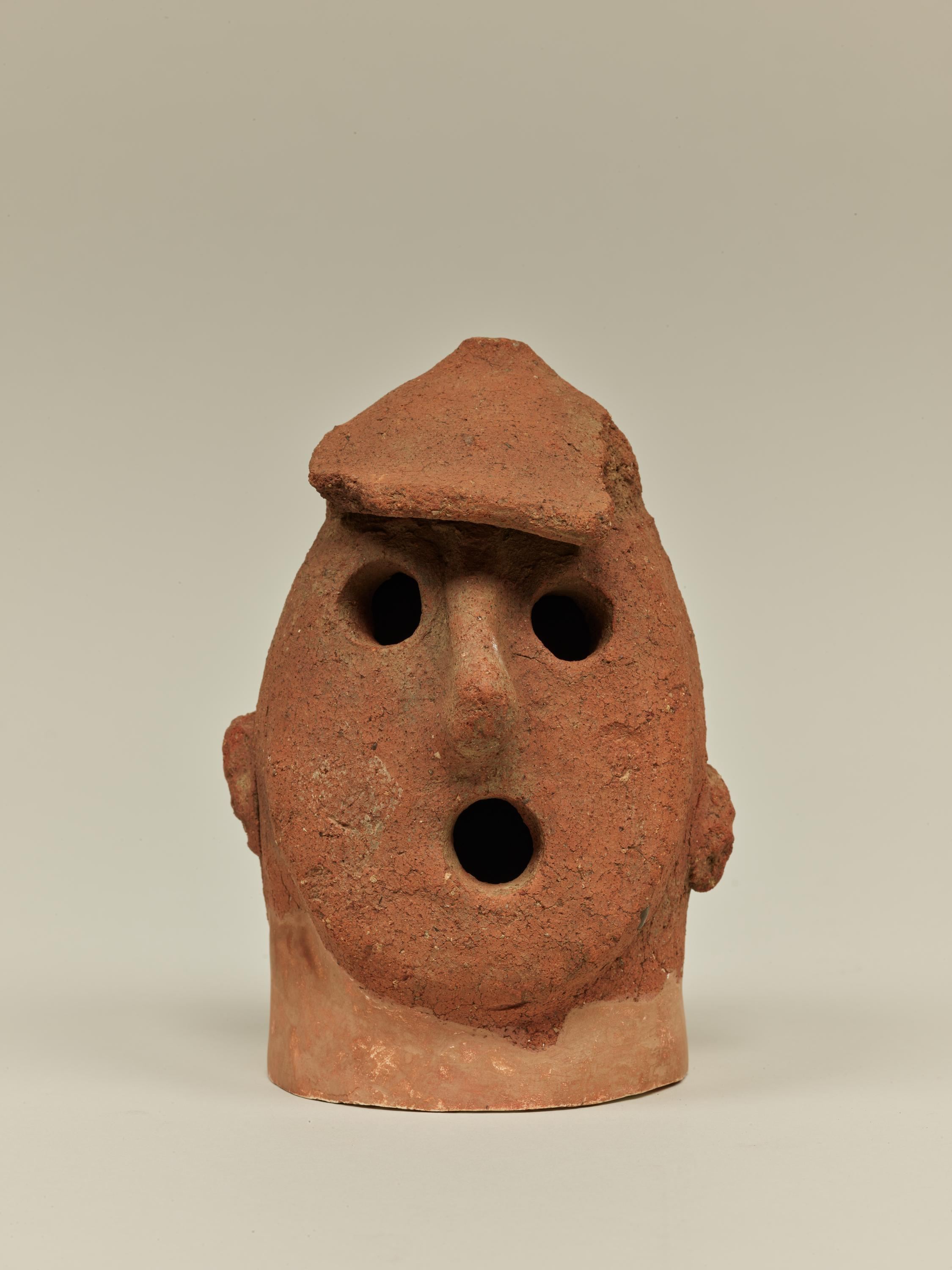
「埴輪 笠を被る男子頭部」（東京国立博物館所蔵）。「踊る埴輪」と同じく野原古墳から出土し、目と口の表現が共通する。円錐形の笠も「馬飼」埴輪に見られる特徴の1つである。

「踊る埴輪」の製作年代は6世紀代とされている。省略的に表現されることが多い埴輪の中でも、この2体はより大胆な省略法に基づき製作されている。いずれも腰から下が表現されない半身立像で、先を丸めて頭部を表した寸胴な円筒形を基調に、肩の左右に粘土棒を差し込み両腕とし、左腕を上に掲げ、右腕を前方斜め下にすえることで、正面から見ると両腕を逆S字形に構えたように見える仕草をしている。口と目の部分はほぼ同じ大きさの円形にくり貫かれ、目を見開き、口を大きく開けたかのように表現されているが、これも埴輪としては珍しく、剽軽な表情に見受けられる。これは、まるで踊りながら歌っているようにもみえる。首のくびれは表現されておらず、鼻筋は一本の粘土紐を前頭部まで伸ばして貼り付けた、特徴的な人物像となっている。衣服も腰帯を締める以外に詳細な表現はない。小さい方の埴輪は頭部の両側に振り分けた粘土が貼り付けられており、これは「百姓みずら」と称される身分の低い者の髪型で、後腰に鎌とみられる道具を装備しているところから、こちらが男子像とされる。このため小さい方は男の農夫と考えらえる。大きい方には頭の左右に耳孔を表した小孔がある以外は、耳たぶや髪型の表現がない。大小2体あるため、男女を表現したものであるという説と2体ともに男性だという説があるが、男女を表したものだとすると大きい方が女性になる。
この埴輪2体の表現について、最初に公開された「埴輪特別展覧会」では「その作稚拙にして怪奇の風があ」ると解説されたが、「踊る像」に分類した後藤守一は、その後「稚拙愛すべきものがある」とコメントし、同じく考古学者の三木文雄は「拙劣なつくりながら、率直な表現にしたしみが感ぜられる」と評する。日本美術史家の野間清六は、「このような表現は一見原始的な段階にあるように思われるが、それは寧ろある程度発達していた埴輪の形式を、豪胆に簡略した時に生れたものと解され、その簡にして要を得た思い切った表現が、却って整ったものにも増した面白味を訴えるのである」と論じている。

### 詳細画像
埴輪 踊る人々 小
- 前
- 左前
- 左後
- 後
- 右後
- 右前

埴輪 踊る人々 大
- 前
- 左前
- 左後
- 後
- 右後
- 右前

### 計測値
2体の計測値は以下の通り（熊谷市立江南文化財センターと東京国立博物館による）。長さの単位はいずれもcm、重量の単位はkg。
| -                          | 小                                | 大                            |
| -------------------------- | --------------------------------- | ----------------------------- |
| 復元高 / 現存高 / 上半身高 | 56.8 / 41.0 / 30.5                | 63.2 / 32.7 / 32.0            |
| 頭回り / 胴回り / 復元底径 | 25.2 / 33.7 / 44.6                | 26.9 / 35.6 / 50.7            |
| 左手長 / 右手長            | 16.5 / 17.8                       | 17.8 / 17.7                   |
| 左目径 / 右目径 / 口径     | 2.0 / 1.9 / 1.8                   | 2.0 / 2.2 / 2.1               |
| 鼻高 / 鼻長                | 2.2 / 10.5                        | 3.2 / 13.0                    |
| その他                     | 左みずら長 / 右みずら長 3.2 / 2.9 | 左耳孔径 / 右耳孔径 0.7 / 0.8 |
| 重量                       | 3.4                               | 3.5                           |

## 研究史

### 「踊る埴輪」説の提唱
埴輪の研究史において、この2体を「踊っている人物」と定義したのは、当時東京帝室博物館に在籍していた考古学者の後藤守一である。
後藤は、1931年（昭和6年）発表の論文「埴輪の意義」にて、埴輪に表現される服飾や装備品、所作から分類を行い、個々の埴輪の表す職掌的性格について分析した。そこで群馬県伊勢崎市の上武士（剛志）天神山古墳出土の「琴を弾く男子」と「太鼓を叩く男子」の存在から音楽を奏でる一群を見出だし、それに対応する歌舞を舞う人物の例として野原古墳出土の2体を挙げて『踊る男女』とした。この他にも「巫女」や「鷹匠」など、職掌を冠する分類、名称の設定を行った。また、これらの人物・動物・器財を表した形象埴輪群に対し、死んで古墳に葬られる首長（豪族）を送る葬儀、葬列を表すものではないかとして、形象埴輪のもつ具体的な意義・解釈にも初めて言及した。
後藤による「踊る男女（埴輪）」をはじめとする各種埴輪の分類名称は、以後の学界の埴輪研究に大きな影響を与え、水野正好が1971年（昭和46年）に発表した、人物埴輪およびその配列（埴輪群像）の持つ意味について検討した「埴輪芸能論」などにも継承された。

### 「馬飼埴輪」説の登場

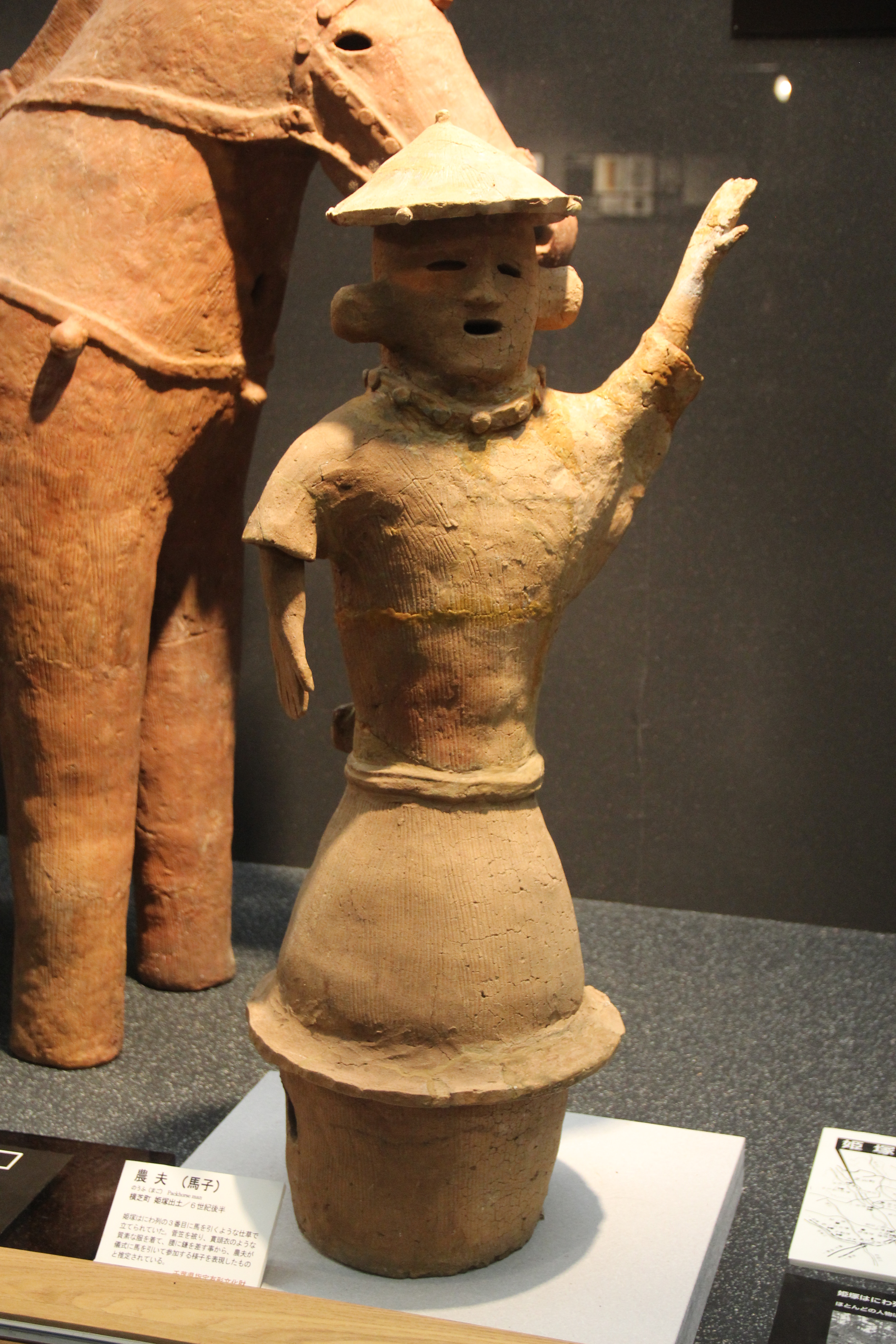
姫塚古墳出土の片腕をあげて馬を曳く「馬飼埴輪」（芝山古墳・はにわ博物館）。「踊る埴輪」と同じ野原古墳出土の「埴輪 笠を被る男子頭部」とも共通する円錐形の笠を被っている。

その後も、古墳や埴輪窯跡などの発掘調査が増加するにつれて形象埴輪の出土例も豊富になり、古墳に樹立される形象埴輪群像の意義について多くの学説・見解が現れたが、「踊る人物」や「巫女」・「鷹匠」などの埴輪の分類設定は基本的に継承されていった。
しかしこうした中で、1990年代以降には後藤の研究以来使われてきたこれらの分類方法と名称に対して、その妥当性への疑問も提唱されるようになってきた。
例えば「踊る埴輪」の場合、後藤は片腕をあげる所作について、他の楽器を演奏する埴輪の例とを照らし合わせて「踊る」と見なしたのであるが、これは個々の埴輪がもつ一部の特徴的な所作や服装などに注目して推定されたものに過ぎず、果たして本当に踊っているのか、あるいは、「踊り」であるとする具体的な根拠は何かが示されていない、と言う意見である。
この問題に対し、大正大学教授の塚田良道は、従来の人物埴輪研究では、考古学において基礎的な研究方法である型式学的研究法による検討が不足しているにもかかわらず、後藤以来の埴輪分類・名称設定がほとんど無批判に継承されてきたことを指摘した上で、人物埴輪の所作・服装・装備について形式（型式）学的手法での類型化を行った。その結果「踊る埴輪」の特徴的な属性である「片腕をあげる」「腰帯に鎌を装備する」「半身立像である」「頭の両側に振り分けた髪型をもつ」などの諸要素が、片腕をあげて手綱を持ち、馬を引く姿を表した「馬飼（うまかい、馬子・馬曳）」の埴輪と広く共通することから、「踊る埴輪」も馬飼とみるのが妥当であるとの見解を示した。また複数古墳の埴輪群像の配置パターンを分析し、かつて後藤が「踊り（歌舞）」を想定する根拠の1つとした「琴を弾く（楽奏）埴輪」が、群像の中心的存在である座像主体の配置内にあり、より外側に配置される片腕をあげる埴輪（馬飼）とは違う配置形式にあるとして後藤の論理に疑問を示し、形式学的には「踊る」所作として類型化できる一群は見出だせないとした。加えて、埴輪では女性を示すために乳房を表現することが多いが、「踊る埴輪」の大きい方にはそれがなく、塚田は2体とも男性の馬曳（馬飼）と考えてよいと述べ、当該の埴輪を「踊っている」とみるのは「かなり恣意的な解釈」ではないかと批判している。
なお片腕をあげ、鎌を装備するなどする人物埴輪の一群が「馬飼」であろうことは、この形式の埴輪が、埼玉県行田市酒巻古墳群の例や群馬県前橋市内堀遺跡群（内堀4号墳）の例、また、千葉県芝山古墳群（姫塚古墳）の例などのような、樹立当時の原位置を保って遺存していた事例において、馬形埴輪の斜め前に立ち、掲げた片腕がちょうど馬形埴輪の前にくる位置で出土していることから確認されている。
西日本では、奈良県磯城郡田原本町笹鉾山2号墳の例（県指定文化財）が知られ、本例では掲げた左手に手綱の表現とみられる粘土紐が握られている。

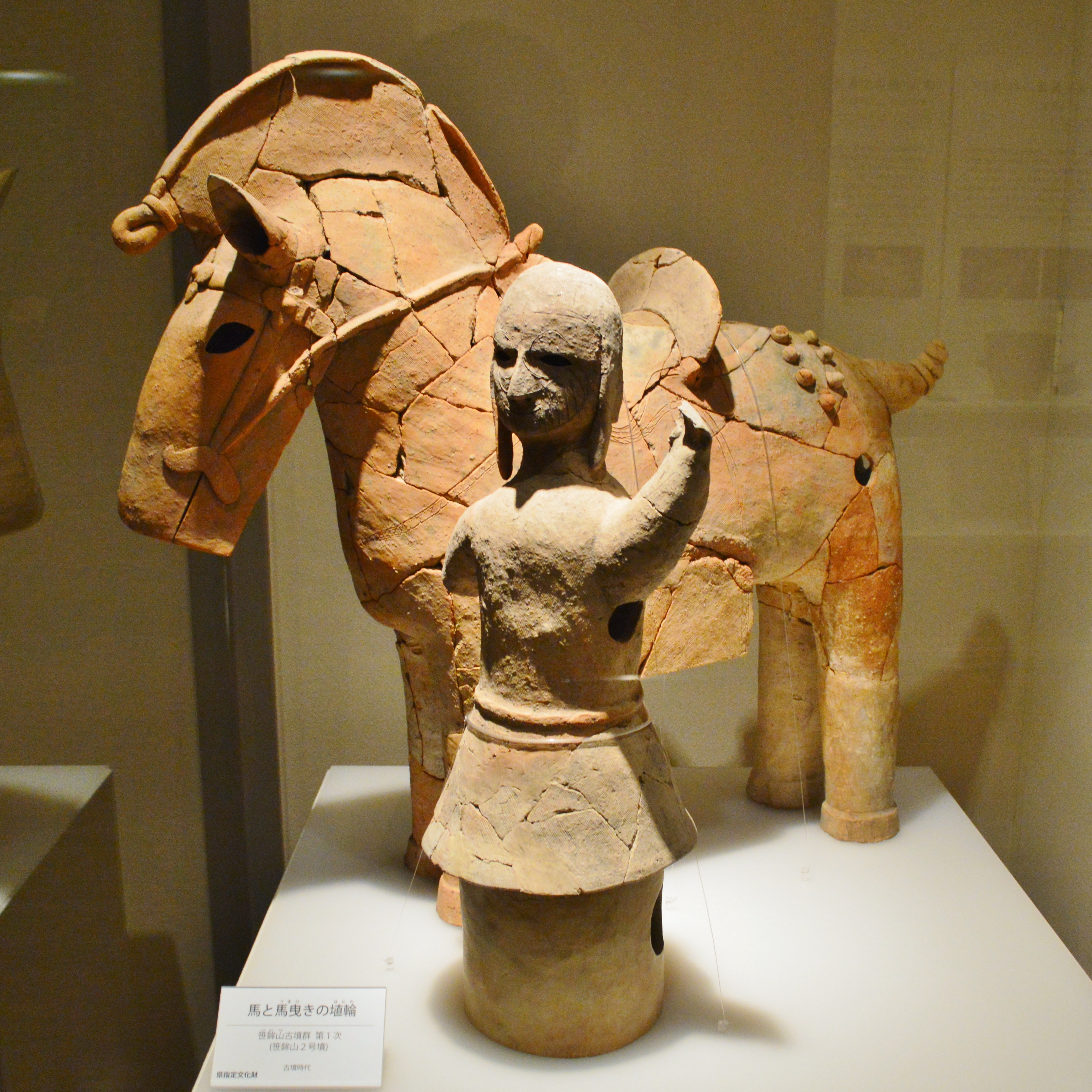
笹鉾山2号墳出土埴輪
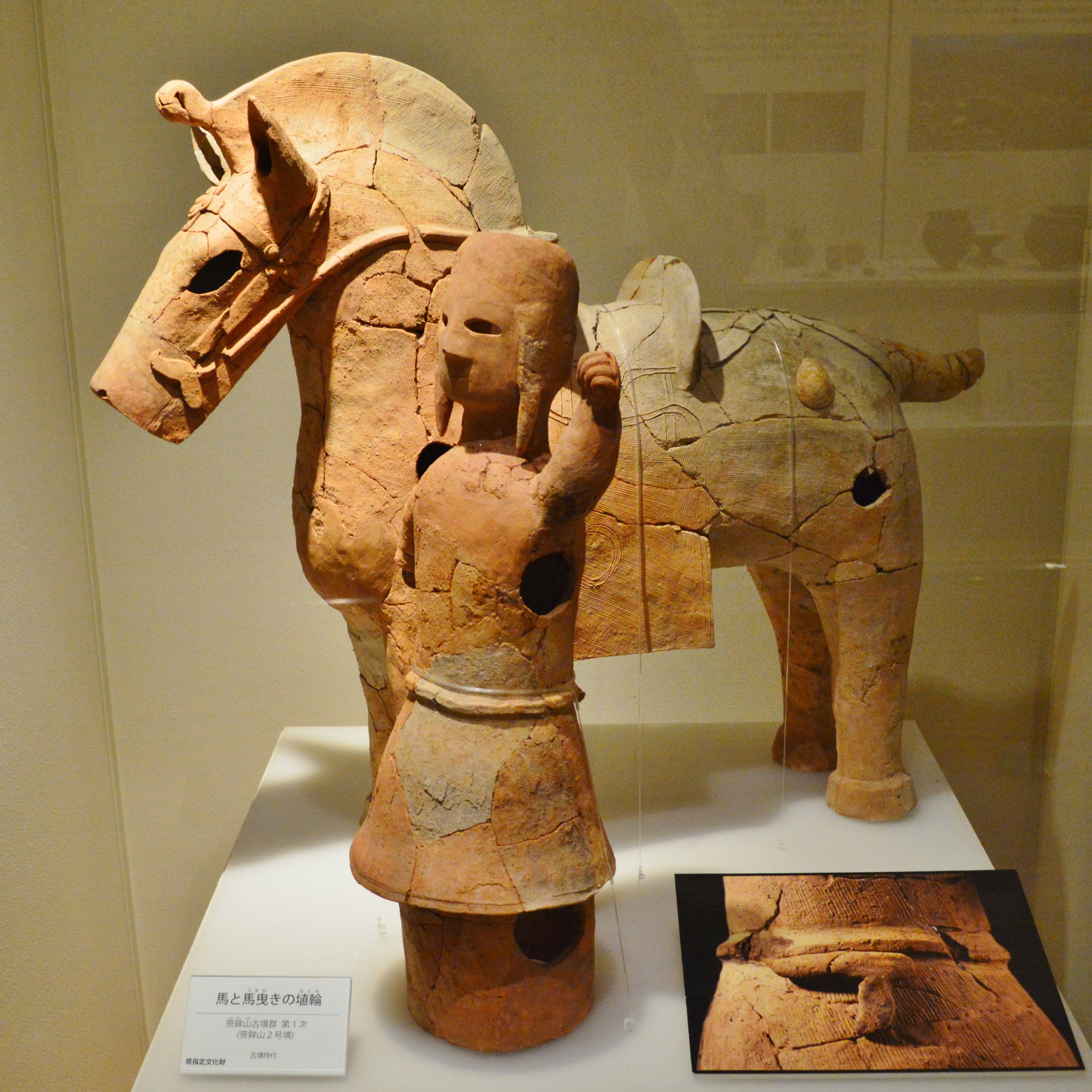
笹鉾山2号墳出土埴輪

### 両説のはざまで
今日の考古学界では、この踊る埴輪は踊っていないとする見解が有力化してきているが、所蔵者の東京国立博物館はWebサイト上の紹介で、現在も葬送やもがりの場で「踊る人々」とする見解を維持している。一方、国立文化財機構が運営する国立博物館所蔵品データベースサイト「ColBase 国立博物館所蔵品統合検索システム」の解説ページでは馬飼説にも触れている。
「馬飼埴輪」説が学界で有力化していく状況に困惑を見せたのが、埴輪出土地の野原古墳群があり、「踊る埴輪」を町の象徴として活用していた江南町（現・熊谷市）であった（後述）。2006年（平成18年）時の報道取材では、当時の同町教育委員会次長補佐は（「踊る埴輪」の場合は）「馬の埴輪が近くから出土したわけでなはいし、記録もない。馬子だったかどうかは、もう古墳がないため、永久に確認できない」と応じ、町長の福田征芳は「学説は学説。合併しても地域のシンボルであることに変わりはない」とコメントしている。熊谷市立江南文化財センターは、馬飼説に対して、Webページのコラムにて『「踊る埴輪」をPRしたい本市としては、この展開はちょっと困ったものです』と、やや困惑気味であることを認めつつ、経済人類学における「暗黙知」の理論を引用して、「木」は多くの人がそれを「木」と思うから「木」であるように、この埴輪についても大半の人々が「踊っている」と共同認識しているため「踊る埴輪」という認識でよい、という主旨の見解を示している。
文化庁文化財部の禰冝田佳男は、「踊る埴輪」の新しい解釈（馬子説）は、人物形象埴輪全体の様相を踏まえたものであり説得力があるとしながら、こうした農民を表現した埴輪には、鍬を持つもの、笑っているもの、男性器を露出させたものなどもあり、これらが当時の農耕祭祀の中でおこなわれた仕草であるならば、踊っている農民がいても別におかしくはないという考え方もあるとしている。

## 社会との関わり
おどけたような顔の表情と素朴な表現が特徴の「踊る埴輪」は、埴輪の概説書に掲載されることが多く、またその親しみやすさから学界だけでなく一般社会や日本国外でも広く認知されるようになった。今日では埴輪と言うとこの2体のイメージが想起されることが多く、同じく東京国立博物館が所蔵する『埴輪 挂甲武人』（国宝）などと並んで埴輪の代表的存在となっている。

### キャラクター化
2012年（平成24年）に東京国立博物館が開館140周年を記念して策定した公式キャラクター2体のうち、「踊る埴輪」をモチーフにした「トーハクくん」には、出身地が「埼玉県熊谷市野原古墳」で特技が「ダンス」といった、出土情報や従来説に基づいた設定が付与されている。
1990年代に発表された前嶋昭人の漫画『ハニ太郎です。』の主人公であるハニ太郎とその家族の埴輪のキャラクターデザインが「踊る埴輪」と似ている。
「踊る埴輪」とは直接関係しない地域である大阪府堺市に所在する世界文化遺産の「百舌鳥・古市古墳群」をPRするキャラクター「ハニワ部長」（旧称・ハニワ課長、2020年（令和2年）8月28日からはハニワ特命部長）と、その姪「ハニワちゃん」もまた「踊る埴輪」に似ている。これは、「埴輪としてイメージが湧きやすい」とする大手広告会社の提案によるという。

### 熊谷市江南地域での活用

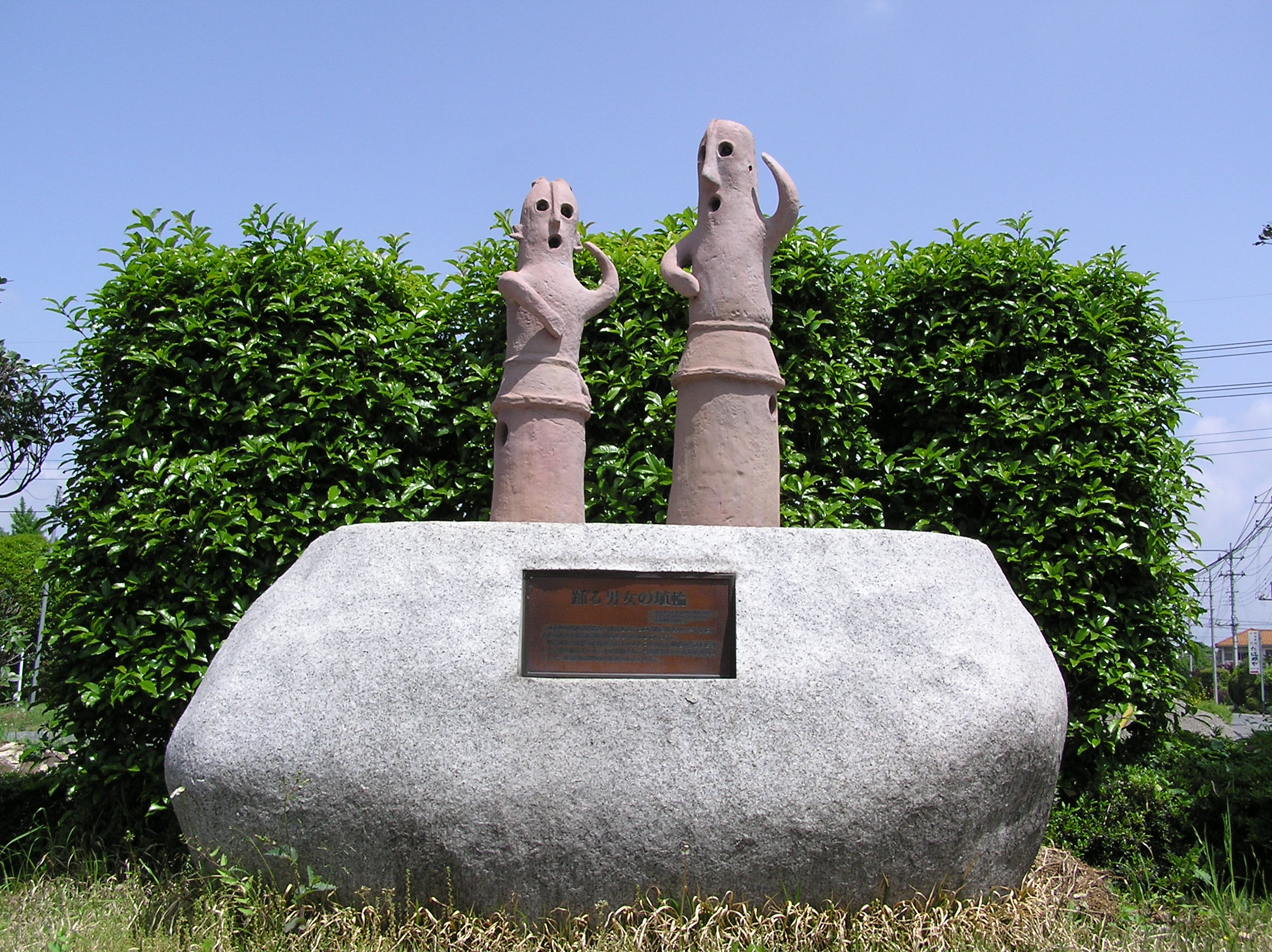
埼玉県熊谷市・押切橋南公園に立つ「踊る男女の埴輪」像。銘板の説明文には「収穫の喜びに感謝して、歌い踊っていることが想像され」とある。

2022年4月に建立した「踊る埴輪」像（野原八幡神社境内）

「踊る埴輪」が出土した野原古墳群の所在地である熊谷市江南地域は、旧・江南町時代より「踊る埴輪」を地域の象徴として活用してきた。江南町は町づくりの基本構想に「豊かな収穫に感謝するために踊った古代人の姿から、夢とロマンにあふれるまちづくりをめざす」と「踊る埴輪」の要素を盛り込み、町公式ウェブサイトのトップページに「踊る埴輪」のイラストを載せ、「緑と踊るはにわの里」と記した看板を主要道路の町境に掲げていたほか、押切橋南公園に立つモニュメントをはじめ、熊谷市江南総合文化会館「ピピア」のホール緞帳の刺繍、町役場で発行した証明書の用紙イラストなど、「踊る埴輪」の意匠を各所で多用してその出土地であることを主張していたが、それらの一部は熊谷市と合併した後も引き続き用いられている。かつては地元の農業協同組合が、養蚕の桑から転作したキウイフルーツやブルーベリーを用いて醸造したフルーツワインに「おどるわいん」と銘打ち、瓶に「踊る埴輪」をあしらったラベルを貼って販売していた（現在は生産終了）。
2022年4月、熊谷市内の自治会と江南文化財センターが有志を募り、踊る埴輪出土の記憶を次世代に継承するという目的で出土地野原古墳群近くの野原八幡神社境内に新たな「踊る埴輪」像を建立し、同月23日に除幕式を行った。傍らに建立された石碑には、埴輪の製作年代などの解説が刻まれているほか、馬飼埴輪説についても言及されている。

### その他
群馬県前橋市には、同市五代町出土と伝わる「埴輪踊る男子像」（市の有形文化財）が存在するが、本項の埴輪2体とは全く別のものである。